# HUK-Coburg-Krankenversicherung
Die HUK-Coburg-Krankenversicherung AG mit Sitz in Coburg ist eine deutsche private Krankenkasse der HUK-COBURG Haftpflicht-Unterstützungs-Kasse kraftfahrender Beamter Deutschlands a. G. in Coburg. Sie ist nach Vollversicherten die Nummer sechs im deutschen PKV-Markt. Sie ist Kooperationspartner der Barmer Ersatzkasse.
1987 stieg das Unternehmen in das Geschäftsfeld Private Krankenversicherung ein. Am 5. Juni 1989 wurde die heutige HUK-Coburg-Krankenversicherung AG gegründet. 2013 stieg das Unternehmen in die betriebliche Krankenversicherung ein und bietet Unternehmen die Möglichkeit, ihre Mitarbeiter mit private Krankenzusatzversicherungen gesundheitlich abzusichern.

## Mitarbeiterstruktur
Sie unterhält keinen Außendienst, Schadensfälle werden von der Muttergesellschaft oder zuständigen Konzerntochter bearbeitet. Die HUK-Coburg-Krankenversicherung AG beschäftigt dadurch keine eigenen Mitarbeiter.